# Cornhole
Cornhole (ook bekend als Bean Bag) is een buitenspel waarbij zakjes gevuld met korrels van bonen in een hellend bord met een gat aan het uiteinde worden gegooid. Het doel van het spel is om punten te scoren door raak te gooien op het bord (één punt) of door in het gat te gooien (drie punten).

## Geschiedenis
Het spel werd voor het eerst beschreven in een patent van Heylinger de Windt uit 1883 getiteld "Parlor Quoits", dat veel gelijkenissen met het spel toonde. Het grootste verschil was dat gebruik werd gemaakt van een vierkant gat. Quoits leek op het spel hoefijzers, dat werd gespeeld door stalen ringen naar een metalen spijker te gooien. Eerdere "parlor quoits"-patenten hadden geprobeerd de quoit-gameplay in een binnen omgeving na te bootsen, maar De Windt's versie was de eerste die bonenzakken en een schuin bord met een gat als doelwit gebruikte.
De Windt verkocht de rechten van het spel aan een speelgoedfabrikant uit Massachusetts, die een eerdere versie op de markt bracht onder de naam "Faba Baga". In tegenstelling tot de moderne cornhole, dat één gat en zakjes van dezelfde grootte heeft, had een Faba Baga-bord twee gaten van verschillende grootte, met verschillende puntenwaarde en was elke speler voorzien van een extra grote zak per ronde, waarmee dubbele punten kon worden verdiend.
In september 1974 publiceerde het tijdschrift Popular Mechanics een artikel geschreven door Carolyn Farrell over een soortgelijk spel genaamd "Bean-bag bull's-eye" Dit spel werd gespeeld op een bord van dezelfde breedte als de moderne cornholeborden, maar had met slechts 90 cm een kortere lengte dan de huidige borden die 120 cm lang zijn. Het gat had daarentegen dezelfde diameter van 15 cm, maar was 20 cm vanaf de achterkant van het bord te vinden. In de huidige cornholeborden is deze op 23 cm gemeten vanaf de achterkant van het bord te vinden. Elke speler gooide twee zakjes met een gewicht van 230 gram per stuk achter elkaar. Met een punt per zakje op het bord en drie punten per zakje in het gat werden dezelfde scores gebruikt als in het huidige cornhole.
In de omgeving van Chicago werd een soortgelijk spel genaamd "bags" of "bean bag" gespeeld, maar met rechthoekige zakjes. Het spel verspreidde zich eind jaren 1970 en begin jaren '80 in Chicago en de noordwestelijke regio van Indiana, als gevolg van het artikel van Popular Mechanics. De huidige versie van cornhole is ontstaan en werd populair aan de westkant van Cincinatti (in de buurt van Ferguson Avenue) in de jaren 1980 en verspreidde zich naar de omliggende gebieden in Kentucky en Zuidoost-Indiana.

## Algemene regels

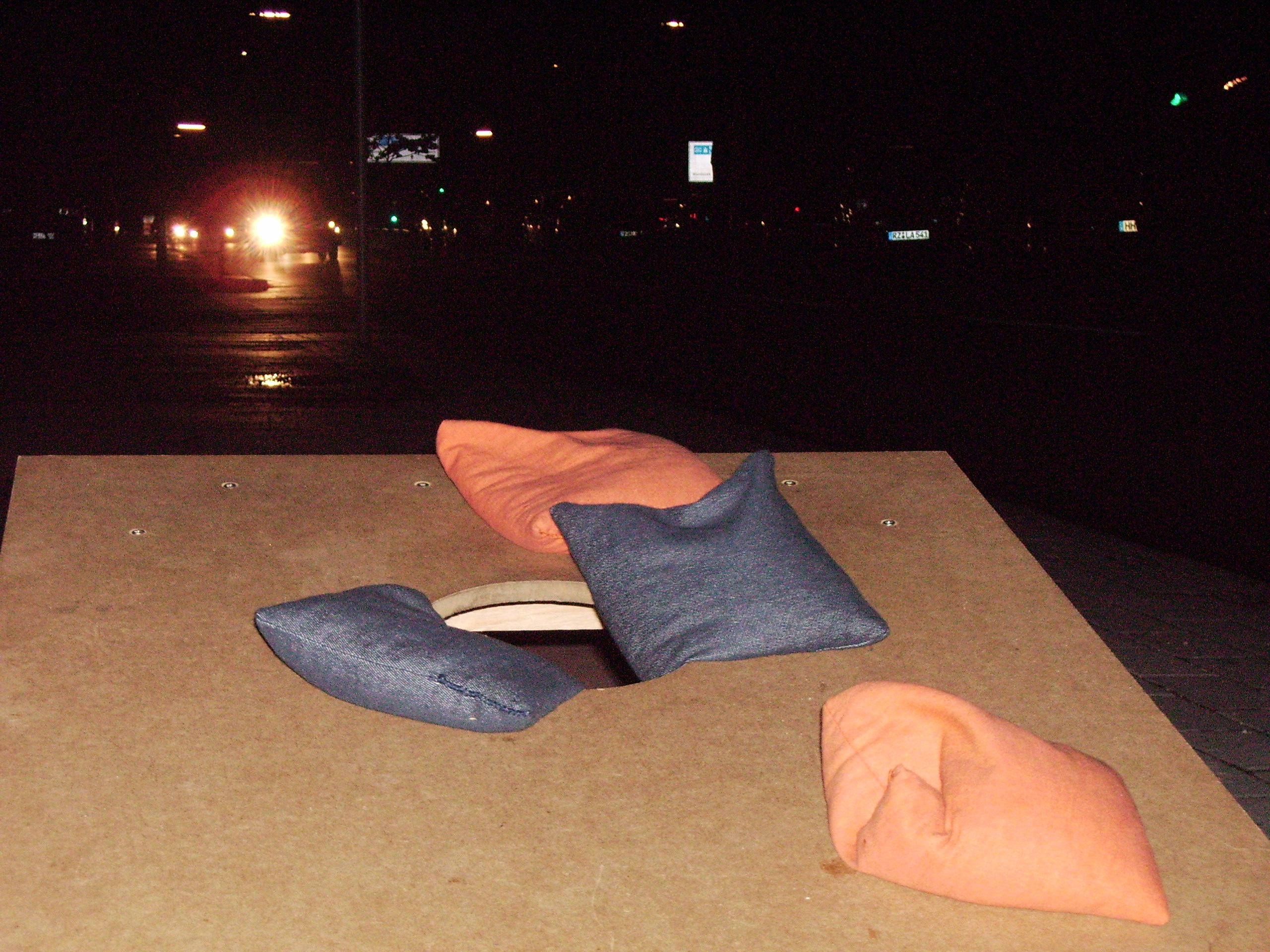
Cornholespel

### Enkelspel
Het enkelspel wordt gespeeld met twee of meer spelers di in drie rondes vier zakjes op het bord werpen. Spelers krijgen twintig seconden om een zakje te werpen. Er zijn versies waarin geworpen wordt op één bord en versies met twee borden.

### Dubbelspel

De structuur van een dubbelspel

Het dubbelspel wordt gespeeld met vier spelers die elk twee teams van twee spelers vormen. Ze zijn verdeeld over linker- en rechterkant van de zogenaamde "Pitcher's box", die zich naast het cornholeplatform van de tegenstander bevindt. De cornholeplatforms liggen op 8,27 m afstand vanaf de "Pitcher's box".

### Rondes
Een enkelspel bestaat uit vier rondes per speler en een dubbelspel uit twee rondes per speler.

### Punten
Wanneer een zakje op het bord beland, levert dit de speler één punt op. Weet een speler echter het zakje door het gat te werpen, levert dit drie punten op. Het is ook mogelijk dat punten weer verloren kunnen gaan zodra een andere speler een zakje van het platform weet te stoten. Bovendien kan een zakje met behulp van een ander zakje in het gat van het cornholebord worden geduwd. Zakjes die op het bord liggen maar tegelijkertijd de grond raken worden als ongeldig verklaard. De speler of het team dat de meeste punten weet te verzamelen, wint het spel.
- Library of Congress Control Number: sh2021005641
- Nationale Bibliotheek van Israël: 987012575336505171